# Список правителей королевства Поуис
Валлийским королевством Поуис в разное время правили несколько династий. Первая из них возводила родословную к легендарному Вортигерну, но истинность этой традиции может ставиться под сомнение.

## Дом Рудавка
- Рудавк [1]
- Тидлет ап Рудавк (418 - 425)[1]
- Бенлли Великан ап Тидлет (425 - 429)[1], убит Германиусом и Каделлом
- Бели ап Бенлли[1], бежал в Ирландию
- Бендел ап Бели[1]
- Банадлинета ферх Бендел, её муж - Брихан из Брекнока[1]

## Дом Вортигерна
- Вортигерн (Гуртейрн)
- Кадеирн ап Вортигерн (ок. 430 — 447)
- Ридвед ап Кадеирн (Веснушчатый) (ок.447 — 480)
- Касанаут Вледиг ап Ридвед Врих
- Кинан ап Касанаут

## Каделлинги
- Каделл Тирнллуг (с 429 года)
- Итиг и Категирн, сыновья предыдущего
- Паскен ап Категирн
- Мауган ап Пасген
- Алаог ап Итиг, правитель северного Поуиса - Тегеингла
- Карадок ап Алаог правитель северного Поуиса - Тегеингла
- Кинген Достопамятный (ок.519— 547), верховный правитель Поуиса
- Брохвайл Исгитрог (547 - 580)
- Иаго ап Брохвайл (580 - 582)[1]
- Кинан Гаруин (ок.582— 610)
- Селив Боевой Змей (610—613)
- Мануган ап Селив (613)
- Эйлит ап Кинан (613—642)
- Мануган ап Селив (642—650)
- Бели ап Эйлит (650—660-е)
- Гуилог ап Бели (660-е—710)
- Элисед ап Гуилог (710—755)
- Брохвайл ап Элисед (755—773)
- Каделл ап Брохвайл (773—808)
- Кинген ап Каделл (808—855)

После Кингена власть в Поуисе переходит к королям Гвинеда

## Короли Гвинеда (дом Манау)
- Родри Великий (854—878)
- Мервин ап Родри (878—900)
- Лливелин ап Мервин (900—942)
- Хивел ап Каделл (942—950) (власть переходит к южной ветви гвинедского дома)
- Оуайн ап Хивел (950—986) (младшая ветвь Диневурского дома создает дом Матравала)
- Маредид ап Оуайн (986—999)
- Кинан ап Хивел (999—1005)
- Айдан ап Блегиврид (1005—1018)
- Лливелин ап Сейсилл (1018—1023) (внук Маредида ап Оуайна, сын его дочери Ангхарад)
- Ридерх ап Иестин (1023—1033)
- Иаго ап Идвал (1033—1039) (также король Гвинеда)
- Грифид ап Лливелин (1039—1063)

После Грифида ап Лливелина власть в Поуиса возвращается к дому Матравала

## Дом Матравала
- Бледин ап Кинвин (1063—1075) (также король Гвинеда)
- Иорверт ап Бледин (1075—1103) (часть королевства)
- Кадуган ап Бледин (1075—1103) (часть королевства)
- Маредид ап Бледин (1075—1102) (часть королевства
- Оуайн ап Кадуган (1111—1116) (часть королевства)
- Маредид ап Бледин (1116—1132)
- Мадог ап Маредид (1132—1160)

После смерти Мадога королевство разделяется на два: Поуис Вадог и Поуис Венвинвин

## Поуис Вадог
- Грифид Майлор (1160—1191)
- Мадог ап Грифид Майлор (1191—1236)
- Грифид ап Мадог, лорд Динас-Бран (1236—1269)
- Мадог ап Грифид, лорд Динас-Бран (убит в ходе войны с Гвинедом) (1269—1277)
- Грифид Младший I, лорд Динас-Бран (1277—1289) (вассал Лливелина Последнего)

После поражения Лливелина Последнего Поуис Вадог упразднён. Потомки Грифида получают титул лордов Глиндиврдуи и Кинллайт-Оуайн.
- Мадог Крипл (1289—1304)
- Мадог Младший (1304 — ок. 1325)
- Грифид Младший II (ок. 1325 — 1369)
- Оуайн ап Грифид (1359 — ок. 1416)

Оуайн ап Грифид поднял восстание против английской короны и более известен как Оуайн Глиндур. В живых остался как минимум его сын Маредид ап Оуайн Глиндур, последнее упоминание о котором относится к 1421 году. Дальнейшая его судьба неизвестна.

## Поуис Гвенвинвин
- Оуайн Кивейлиог (Оуайн ап Грифид) (1160—1195)
- Гвенвинвин ап Оуайн (1195—1216)
- Грифид ап Гвенвинвин (1216—1286) (несколько раз приносил клятву верности английскому королю)
- Оуэн де ла Поль (Оуайн ап Грифид ап Гвенвинвин) (1286—1293) (королевство упразднено, Оуэн получает титул герцога Поуис)
- Гриффит де ла Поль (1293—1309) (брат Оуэна)

После смерти Гриффита, оставшегося бездетным, титул переходит к потомкам семьи Де Черлтон, через Хауис, сестру Оуэна и Гриффита. Семейство де ла Поль получает титул графов Саффолк